# Etheostoma basilare
Etheostoma basilare es una especie de peces de la familia Percidae en el orden de los Perciformes.

## Morfología
Los machos pueden llegar alcanzar los 5,5 cm de longitud total.

## Distribución geográfica
Se encuentra en los Estados Unidos (Tennessee ).